# وادي حام
وادي حام هو وادي، ومجرى مائي موسمي، في جبال الحجر في الفجيرة ورأس الخيمة في الإمارات العربية المتحدة. يمتد الوادي من مسافي باتجاه مدينة الفجيرة حتى يصل إلى سد وادي حام. وخليج عمان. يقطع طريق خورفكان - الشارقة الوادي شمال قرية دفتة، التابعة لإمارة رأس الخيمة . ويعتبر الوادي أكبر أودية إمارة الفجيرة وأطولها ، و تتصل به أودية أخرى قرب السد الذى أقيم عليه مثل أودية: الفرفار ، سهم ، بيقا ، مدوك ، ووادي الأحاطي ، ويبلغ طوله من منبعه إلى مصبه أمام السد حوالى (30) كيلو متراً ، وعند إضافة التعريفات والشعاب والأودية الصغيرة المتعرجة يصبح طوله (50) كيلو متراً . تقع قرية البثنة وحصنها الإستراتيجي قلعة البثنة على مسار الوادي.
في مسافي، يتداخل وادي حام مع وادي العبادلة، الذي يمتد إلى مدينة دبا الحصن على الساحل الشرقي لدولة الإمارات العربية المتحدة، مما يجعل مسافي النقطة المركزية على ممر مائي متجاور على شكل هلال يقطع جبال الحجر.
مثل العديد من الوديان في الإمارات، شهد وادي حام اقتحام المياه المالحة في الجزء السفلي والساحلي من الوادي، مما أثر على النظم الزراعية الساحلية.

## انظر أيضًا

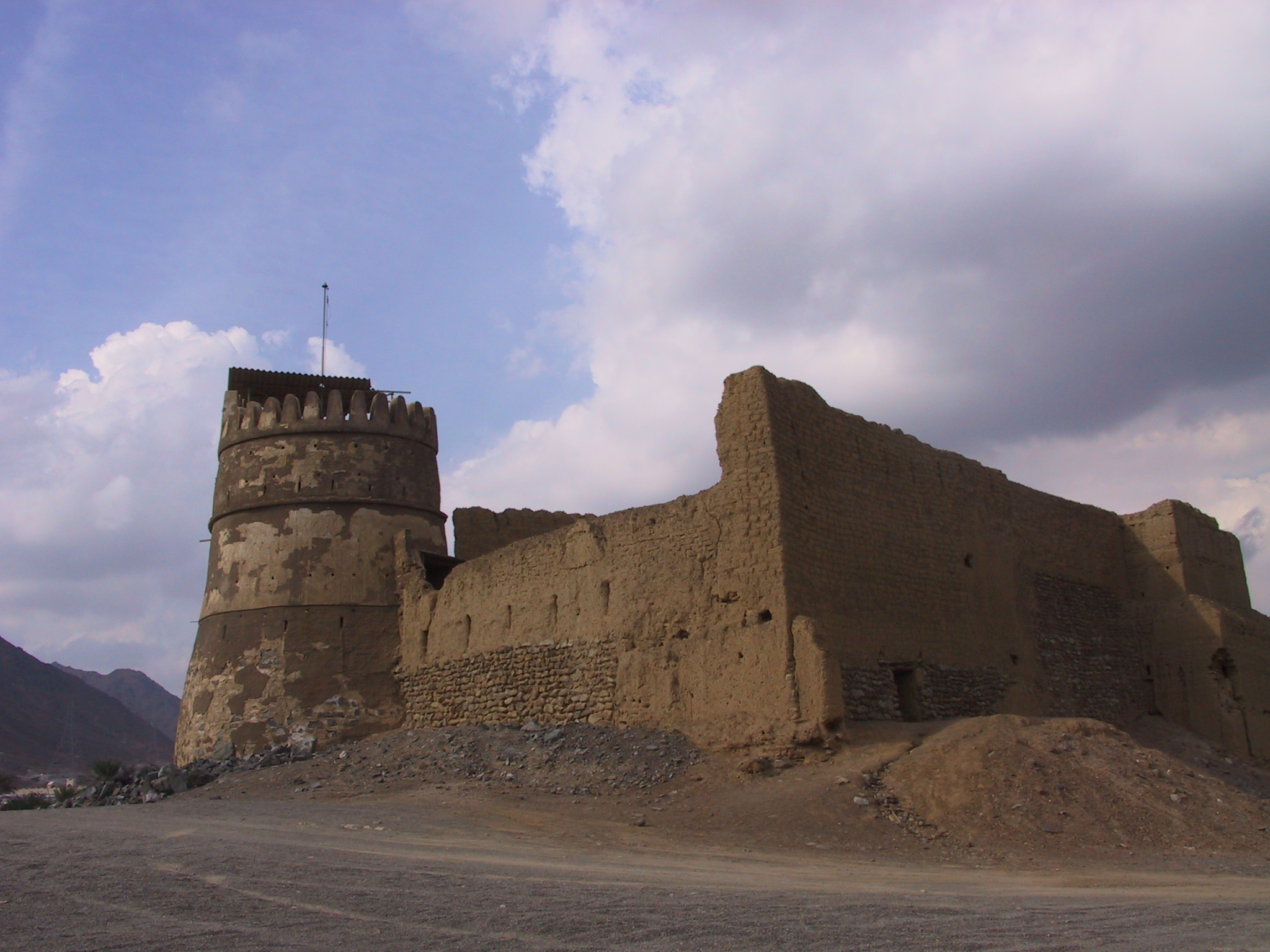
حصن البثة على طريق وادي حام

## سد وادي حام

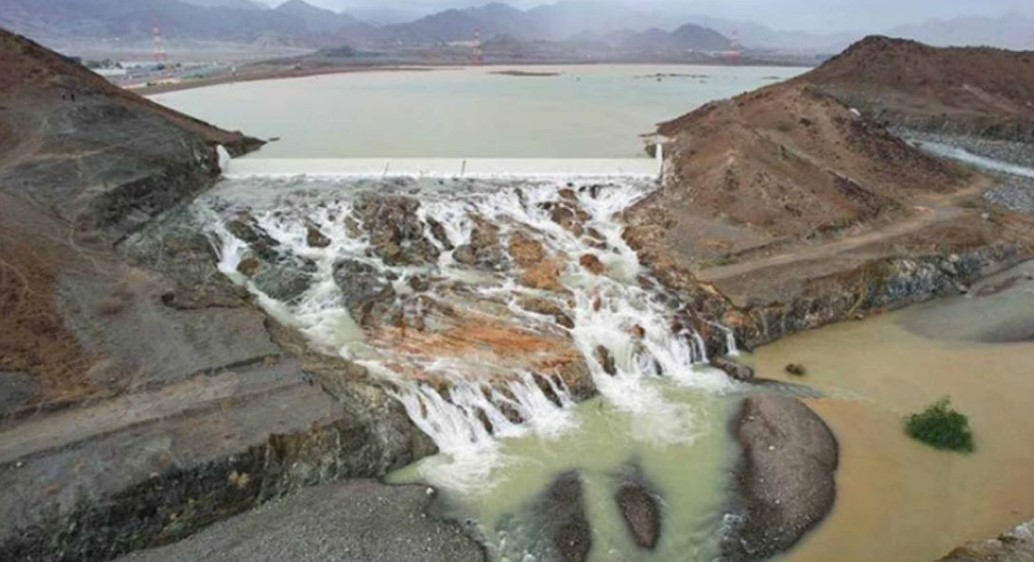
تدفق المياه فوق سد وادي حام الجنوبي أثناء الفيضانات

يعتبر سد وادي حام أكبر السدود التى أقيمت في الإمارة وقد افتتحه الشيخ حمد بن محمد الشرقى عام1983 ، يغذي السد مناطق الفجيرة وكلباء.وإستغرق بناؤه (14) شهراً ، ويعتبر أحد المعالم الحضارية في الإمارة وصمام أمان مائي لها ، وهو يأخذ شكلاً هلالياً بطول (2.8) كيلو متر ، ويحجز أمامه ما يقرب من عشرة ملايين متر مكعب من المياه للاستفادة منها في تغذية المخزون الجوفي للمياه ، والمحافظة على التوازن المائي ويساهم السد في وقف تقدم مياه البحر ويحمي من مخاطر الفيضانات 